# Mlada Bosna
Giovane Bosnia (in serbo Млада Босна/Mlada Bosna) fu l'organizzazione politico-rivoluzionaria che, con l'aiuto della società segreta Mano Nera (Crna Ruka/Црна Рука), pianificò ed eseguì a Sarajevo l'attentato all'arciduca austro-ungarico Francesco Ferdinando e alla moglie Sofia il 28 giugno 1914.

## Storia

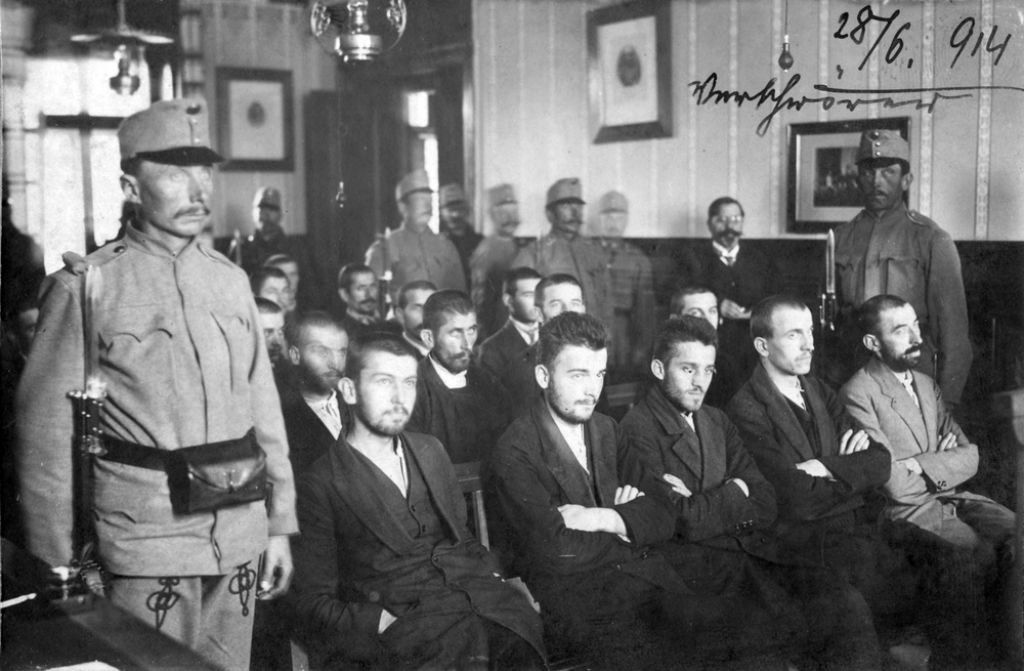
Il processo agli attentatori dell’arciduca della Giovane Bosnia a Sarajevo nel 1914.

L'organizzazione Giovane Bosnia, nata a Sarajevo agli albori del XX secolo, ebbe dapprima lo scopo ultimo di liberare il territorio bosniaco occupato dal nemico austriaco, senza però essere guidata né da alcuna ideologia comune né da dogmi. Tra i partecipanti a questa organizzazione vi fu anche il premio Nobel Ivo Andrić, il quale però non fu incluso nei piani dell'attentato.
Qui di seguito la lista dei membri della Giovane Bosnia che hanno partecipato all'attentato all’arciduca:
- Danilo Ilić (1891-1915)
- Veljko Čubrilović (1886-1915)
- Miško Jovanović (condannato a morte nel 1915)
- Nedeljko Čabrinović (1895-1916)
- Trifko Grabež (1895-1916)
- Vladimir Gaćinović (1890-1917)
- Gavrilo Princip (1894-1918)
- Muhamed Mehmedbašić (1886-1943)
- Cvjetko Popović (1896-1980)
- Vaso Čubrilović (1897-1990)